# Грошев Олександр Іванович
Олекса́ндр Іва́нович Гро́шев (27 листопада 1984, Масловець — 20 січня 2015, Донецький аеропорт) — солдат Збройних сил України, учасник російсько-української війни. Один із «кіборгів».

## Короткий життєпис
Народився в селі Головне (за деякмим даними — в селі Масловець Любомльського району).
У часі війни — солдат, 80-а окрема високо-мобільна десантна бригада.
Зник безвісти 20 січня 2015-го під час боїв за Донецький аеропорт. У червні 2015-го ідентифікований за експертизою ДНК. 22 червня 2015-го похований в селі Головне, Любомльський район.
Без Олександра лишилися дружина Ніна та троє дітей.

## Нагороди та вшанування
- Указом Президента України № 473/2015 від 13 серпня 2015 року, «за особисту мужність і високий професіоналізм, виявлені у захисті державного суверенітету та територіальної цілісності України, вірність військовій присязі», нагороджений орденом «За мужність» III ступеня (посмертно)[1].
- Нагороджений нагрудним знаком «За оборону Донецького аеропорту» (посмертно).
- Рішенням Волинської обласної ради від 10 грудня 2020 року № 2/21 присвоєно звання «Почесний громадянин Волині» (посмертно)[2].
- Вшановується в меморіальному комплексі «Зала пам'яті», в щоденному ранковому церемоніалі 20 січня[3][4].